# Бялинін-Ляткув
Бялинін-Ляткув (пол. Białynin-Latków) — село в Польщі, у гміні Ґлухув Скерневицького повіту Лодзинського воєводства.
Населення — 162 особи (2011).
У 1975-1998 роках село належало до Скерневицького воєводства.

## Демографія
Демографічна структура станом на 31 березня 2011 року:
|          | Загалом | Допрацездатний вік | Працездатний вік | Постпрацездатний вік |
| -------- | ------- | ------------------ | ---------------- | -------------------- |
| Чоловіки | 79      | 18                 | 49               | 12                   |
| Жінки    | 83      | 23                 | 35               | 25                   |
| Разом    | 162     | 41                 | 84               | 37                   |